# Dicranomyia woggoon
Dicranomyia woggoon là một loài ruồi trong họ Limoniidae. Chúng phân bố ở miền Australasia.